# 止戈镇
止戈镇，是中华人民共和国四川省眉山市洪雅县下辖的一个乡镇级行政单位。
盛产藤椒

## 行政区划
止戈镇下辖以下地区：
展望村、莲花村、安宁村、五龙村、八角庙村和青杠坪村。